# Granit

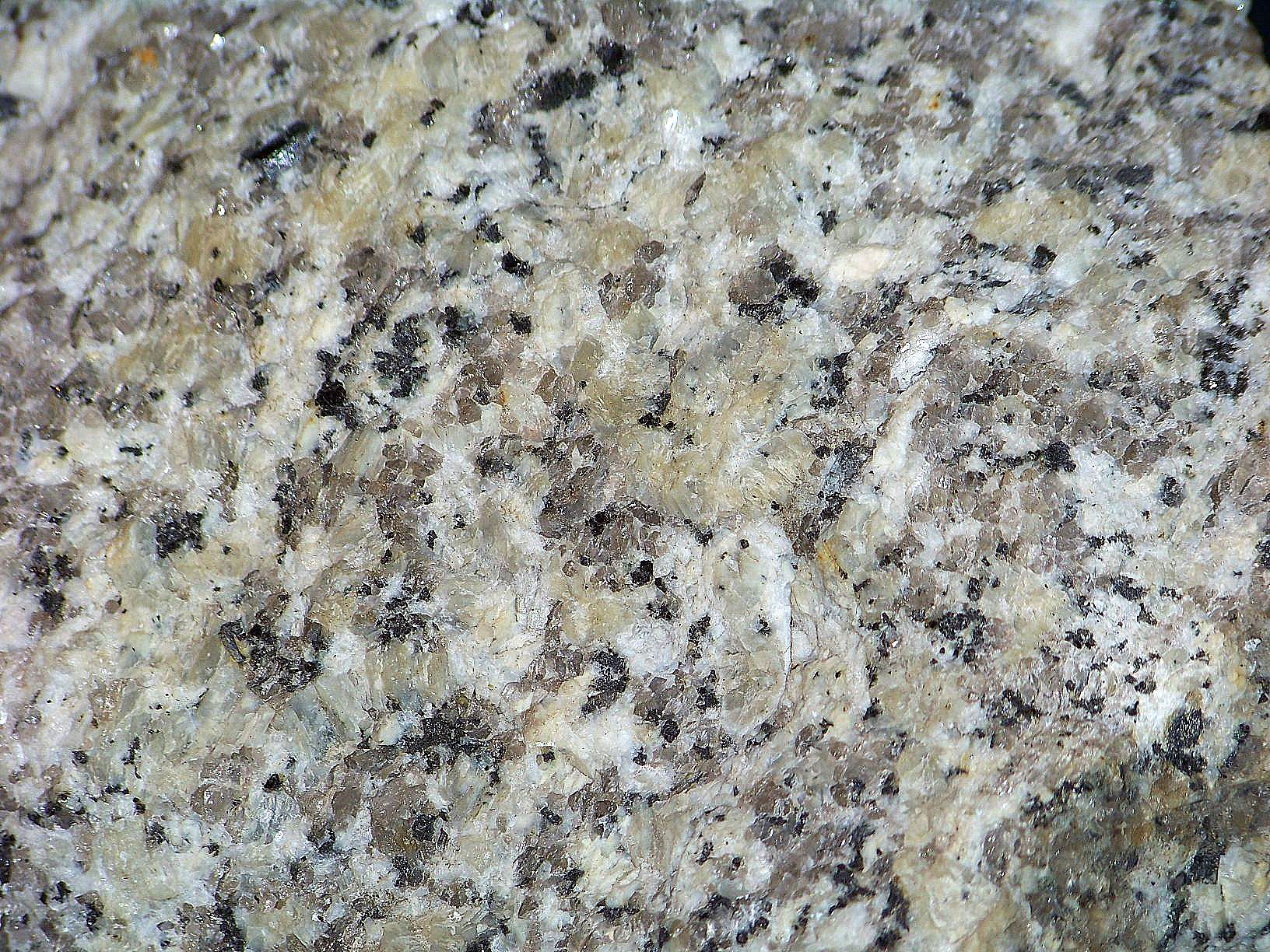
Szlifowany granit z masywu strzelińskiego

Granit (wł. – granito od łac. granum – ziarno) – głębinowa kwaśna skała o budowie jawnokrystalicznej, zbudowana z kwarcu, skalenia potasowego i plagioklazu oraz biotytu należąca do grupy skał krystalicznych różnorodnych. 

## Własności

### Struktura i tekstura
Granit ma strukturę jawnokrystaliczną, najczęściej średniokrystaliczną (średnioziarnistą), rzadziej grubokrystaliczną (gruboziarnistą) lub drobnokrystaliczną (drobnoziarnistą), niekiedy porfirowatą, teksturę bezkierunkową (bezładną), niekiedy ukierunkowaną. Charakteryzuje się wyjątkową wytrzymałością na ściskanie, odpornością na zużycie, a także na czynniki atmosferyczne, co czyni go jednym z głównych kamieni wykorzystywanych w budownictwie.

### Barwa

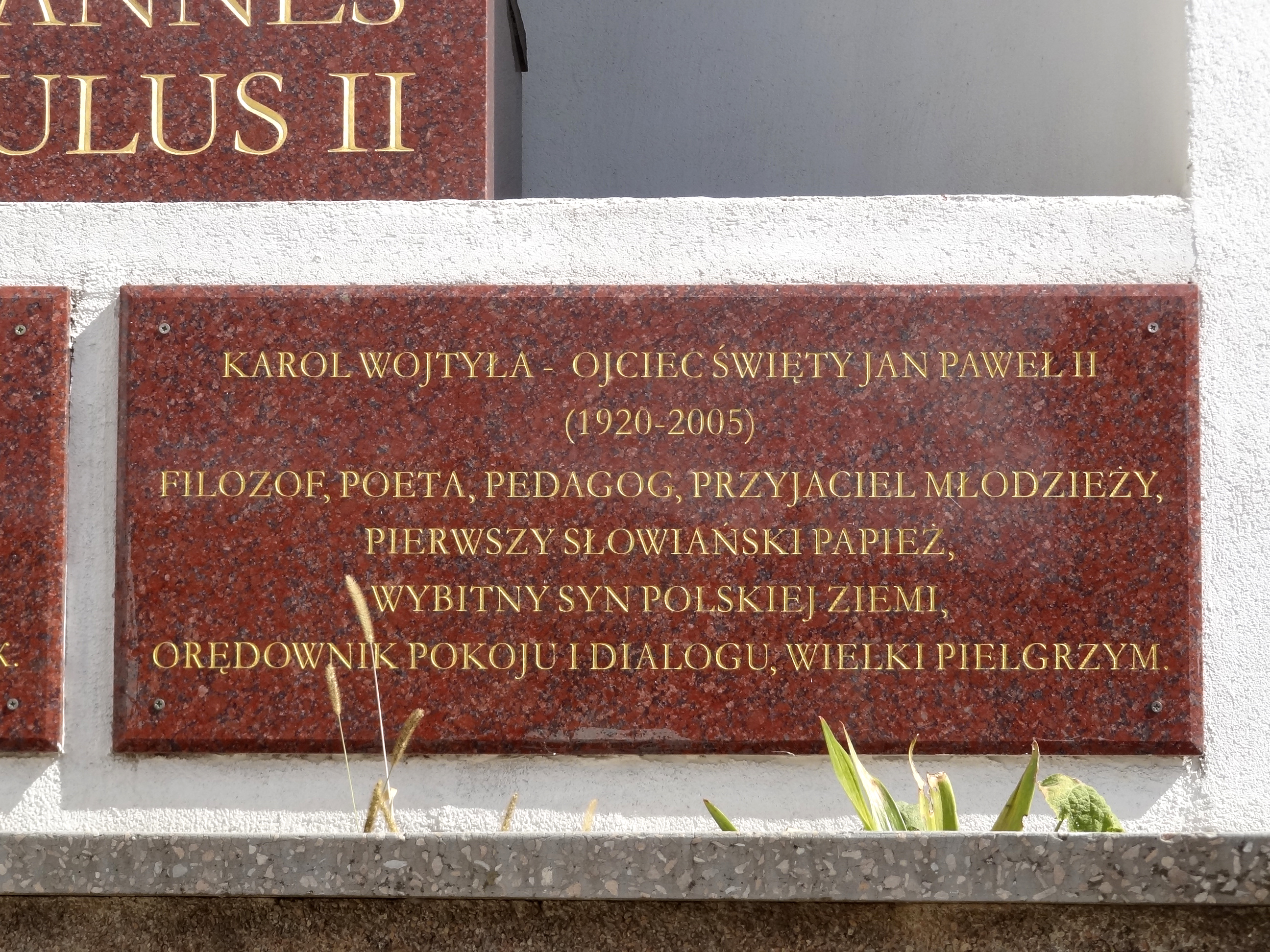
Ciemnoczerwony granit użyty do wyrobu tablicy pamiątkowej (pod nim fragment murku z imitacji granitu - lastryko)

Granit przybiera różne barwy, najczęściej szare, jasnoszare, niekiedy prawie białe, białoróżowe, zielone, czerwone, ciemnoszare i inne.

### Gęstość i twardość
Gęstość granitu waha się od 2,65 do 2,75 g/cm³. Twardość granitu w skali twardości Mohsa to 7.

## Skład mineralny
Głównymi minerałami granitu są ziarna kwarcu, skaleni (przede wszystkim ortoklaz i plagioklaz) i mików (głównie biotyt), które są mocno ze sobą związane. Ponadto w skład granitu mogą wchodzić: muskowit i amfibole (hornblenda, barkevikit, arfvedsonit, riebeckit), rzadziej pirokseny (hipersten, diopsyd, diallag, egiryn). W niewielkich ilościach występują minerały akcesoryczne: apatyt, cyrkon, monacyt, ksenotym, turmalin, beryl, tytanit, rutyl, anataz, magnetyt, allanit, fluoryt, granat i inne. Kolor granitu zależy od proporcji i zabarwienia tych składników. 

## Diagram klasyfikacyjny

Diagram QAPF – kwarc (Q), skalenie alkaliczne (A), plagioklazy (P) i skaleniowce (F) oraz minerały ciemne (M)

Według definicji zaproponowanej przez podkomisję Międzynarodowej Unii Nauk Geologicznych (IUGS) granit jest skałą zawierającą 80–100% objętościowych minerałów głównych: kwarcu, skaleni alkalicznych i plagioklazu w proporcjach przedstawionych na diagramie klasyfikacyjnym (rys. obok) oraz 0–20% objętościowych minerałów akcesorycznych. Wśród minerałów głównych zawartość kwarcu powinna stanowić 20–60% objętościowych skały, a udział skaleni alkalicznych powinien wynosić 35–90% objętościowych całkowitej zawartości skaleni w skale. Na diagramie klasyfikacyjnym QAPF granit zajmuje pole 3 (czasami dzielone na granit A, syenogranit i granit B, monzogranit).

## Typy granitu
- I
- S
- A
- M

## Cios
Granit odznacza się wyraźnym ciosem, zwykle w trzech prostopadłych kierunkach, co ułatwia jego wietrzenie, a także eksploatację.

## Wietrzenie
Wietrzejąc tworzy charakterystyczne skałki, owalne lub kuliste bloki skalne, głowy cukru, niekiedy gołoborza, a w warunkach wietrzenia w zimnym i wilgotnym klimacie – „kaszę granitową”. Specyficznym utworem wietrzeniowym są kociołki wietrzeniowe, zwane dawniej misami ofiarnymi.

## Występowanie

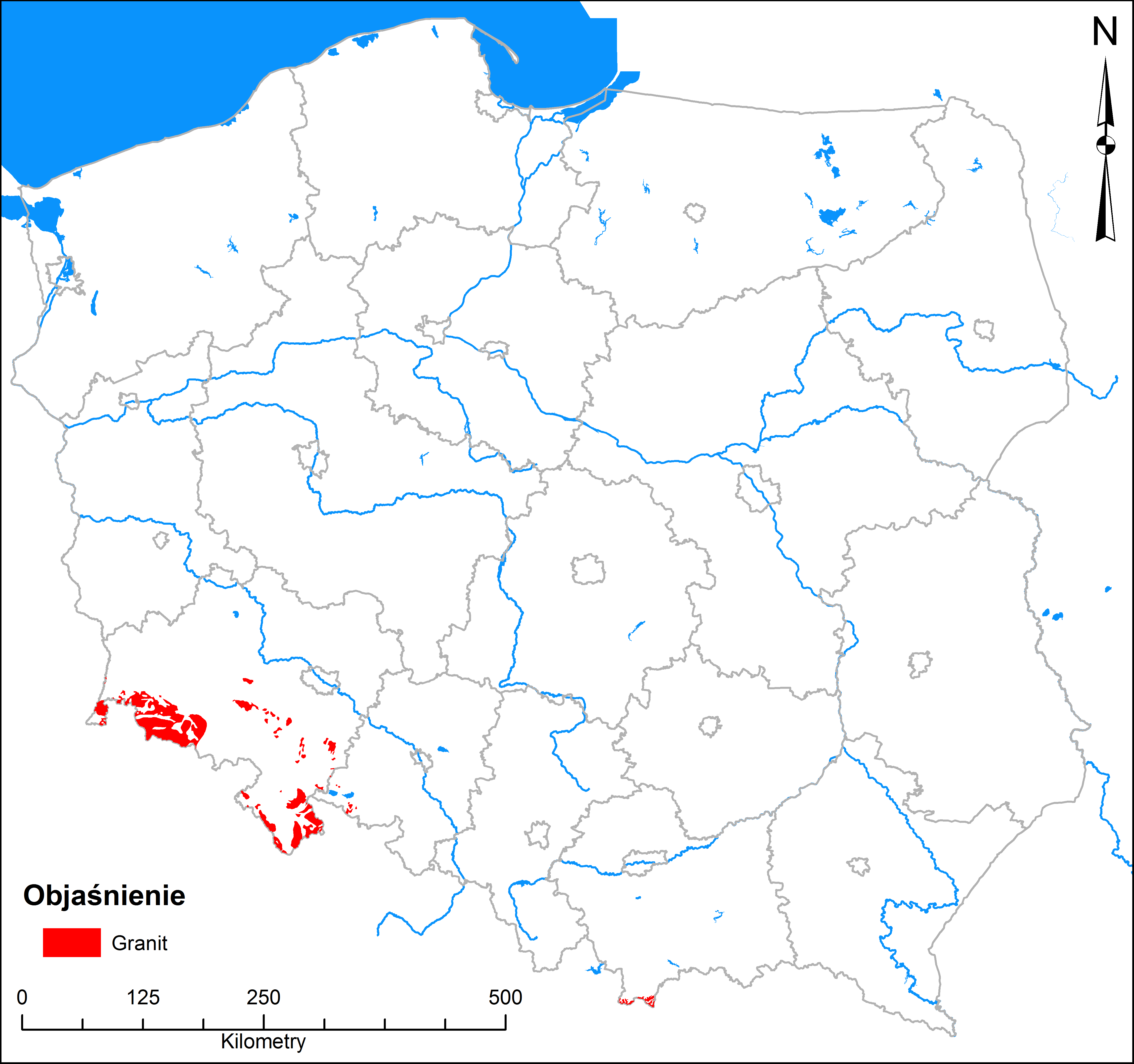
Złoża granitu w Polsce

### Na świecie
Granit jest najpospolitszą skałą magmową. Występuje w utworach wszystkich er i na wszystkich kontynentach.

### W Polsce
W Polsce granity występują na powierzchni ziemi na Dolnym Śląsku i ziemi kłodzkiej oraz w Tatrach, natomiast w głębokim podłożu również w pasie od Zawiercia do Krakowa i w północno-wschodniej Polsce. Masywy dolnośląskie, to: masyw karkonoski, masyw strzegomski, masyw strzeliński, masyw kłodzko-złotostocki, masyw kudowski, masyw Żulowej.
W Polsce obecnie granity eksploatowane są z masywów: karkonoskiego, strzelińskiego i strzegomskiego (Strzegom-Sobótka), natomiast w przeszłości wszystkie granity były wydobywane w niewielkich kamieniołomach.
Według danych Państwowego Instytutu Geologicznego na koniec 2018 r. w Polsce było 77 udokumentowanych złóż granitu. Z tego 58 znajduje się na obszarze masywu strzegomskiego. Spośród nich 36 jest aktualnie eksploatowanych.

## Zastosowanie
Ze względu na dostępność dużych bloków, łatwość cięcia i polerowania, walory estetyczne oraz wytrzymałość i kwasoodporność jest używany w budownictwie jako kamień budowlany (bloki, krawężniki, kostka, grys) i dekoracyjny (płyty okładzinowe).
Granit jest wykorzystywany w sporcie żużlowym: stanowi nawierzchnię toru, która w dużym stopniu zmniejsza przyczepność kół, przez co sport ten staje się widowiskowy. Jak również w curlingu, jako materiał do produkcji kamieni curlingowych.

## Odmiany
- granit napisowy (granit hebrajski)[4] – zawiera tzw. przerosty pismowe charakterystyczne dla stref kontaktowych pegmatytów ze skałą macierzystą (występują przeważnie w kwaśnych skałach magmowych), dający po wypolerowaniu rysunek przypominający pismo runiczne lub hebrajskie
- granit karkonoski
- granit strzegomski
- granit strzeliński
- granit rapakiwi (granit Rapakivi)
- Adamellit

## Galeria

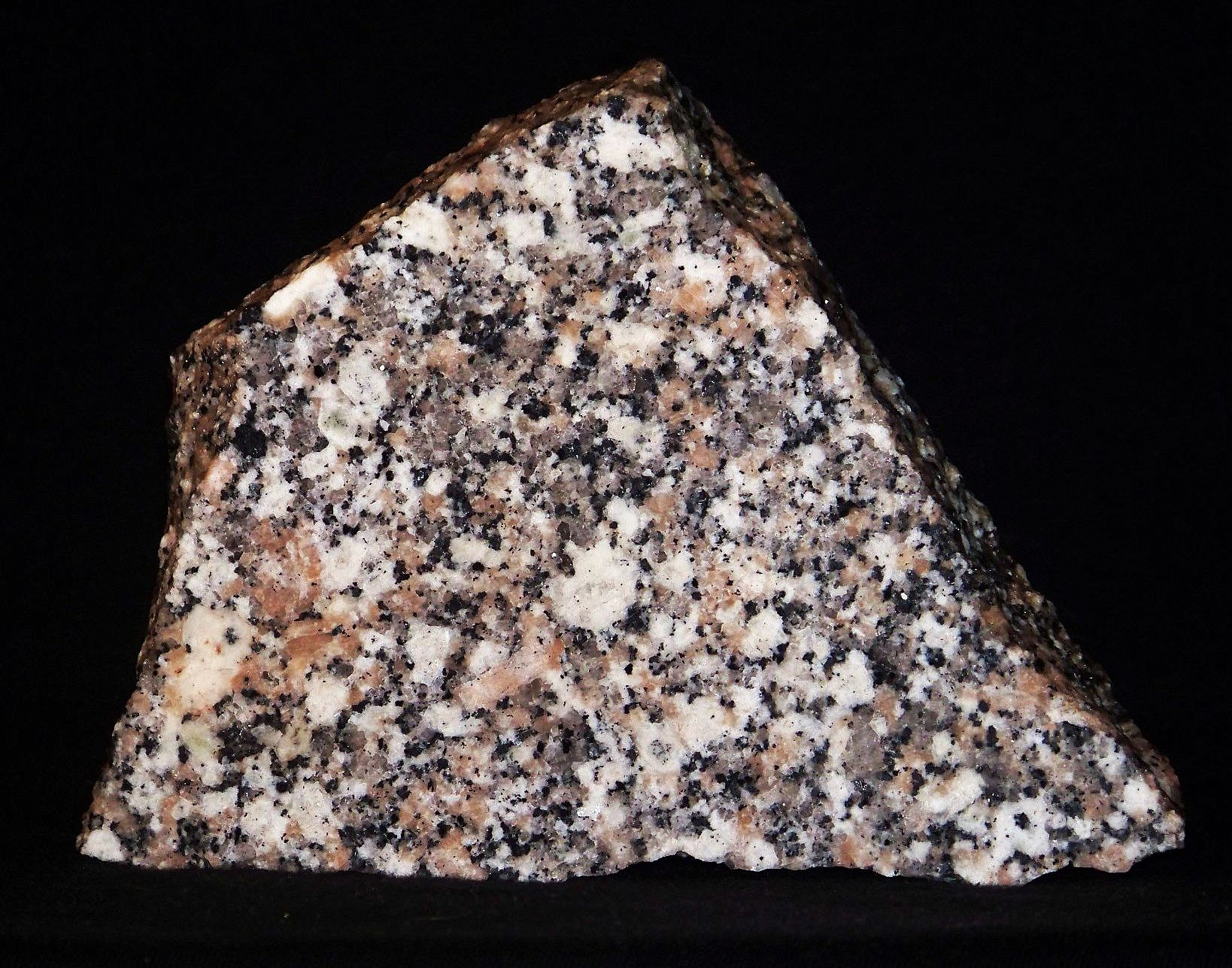
Granit karkonoski
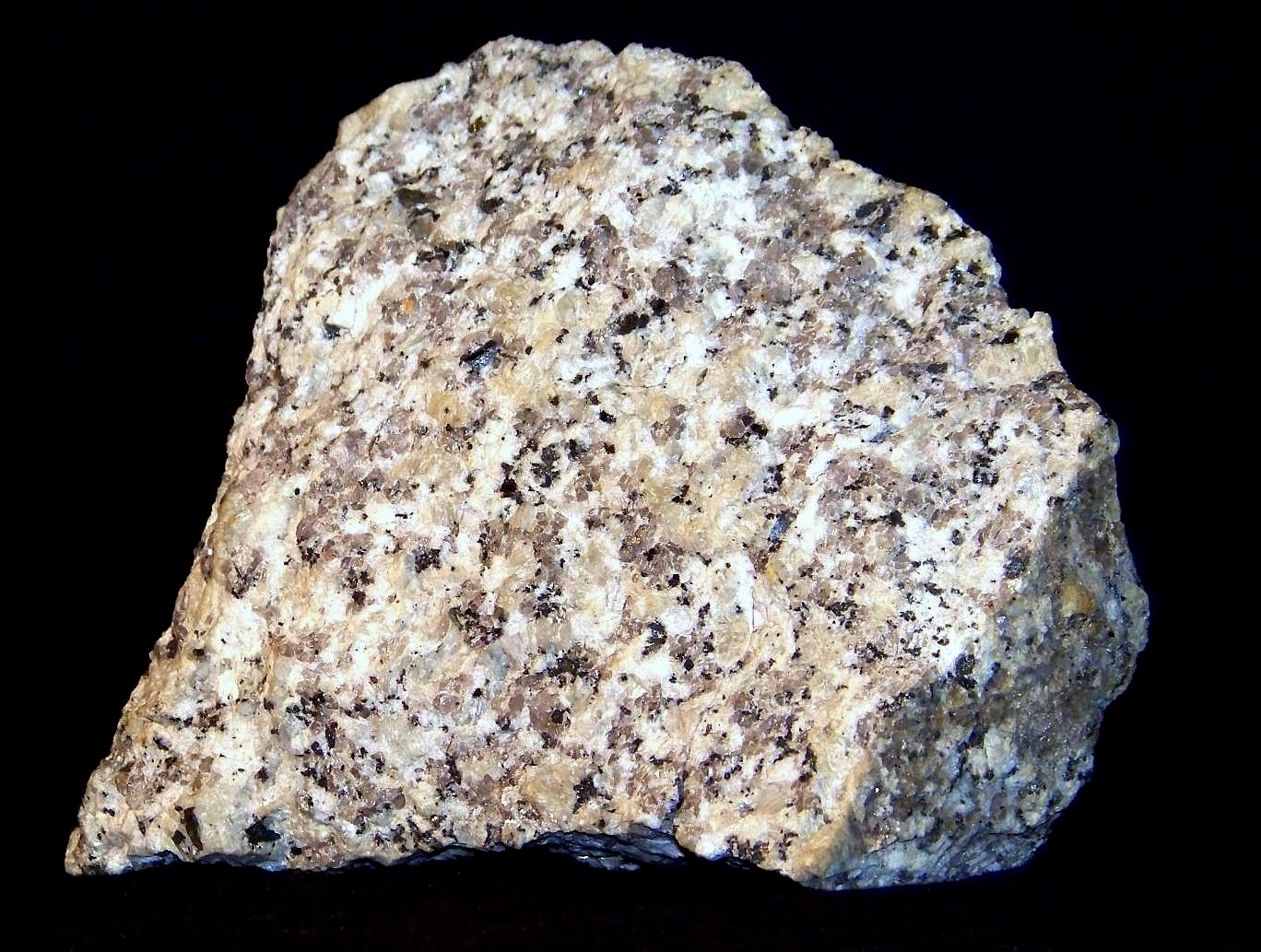
Granit strzeliński
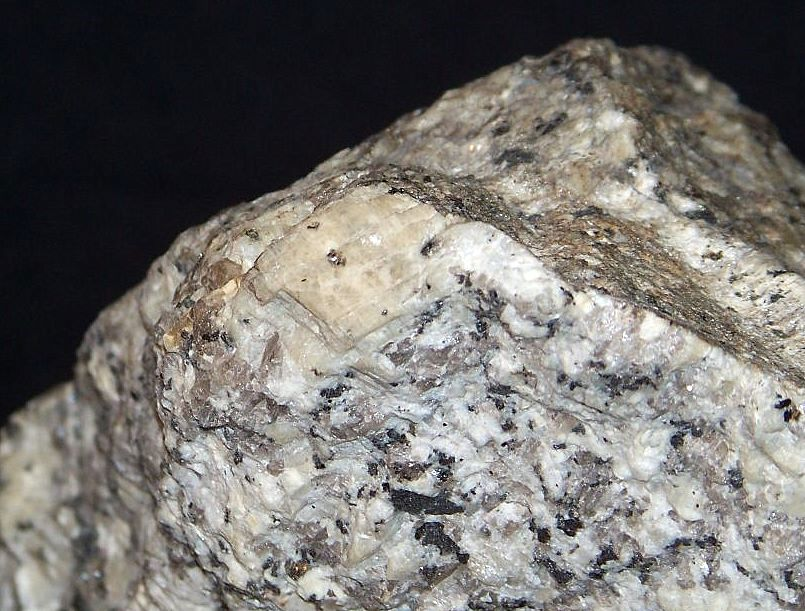
Wypreparowany plagioklaz w granicie strzelińskim
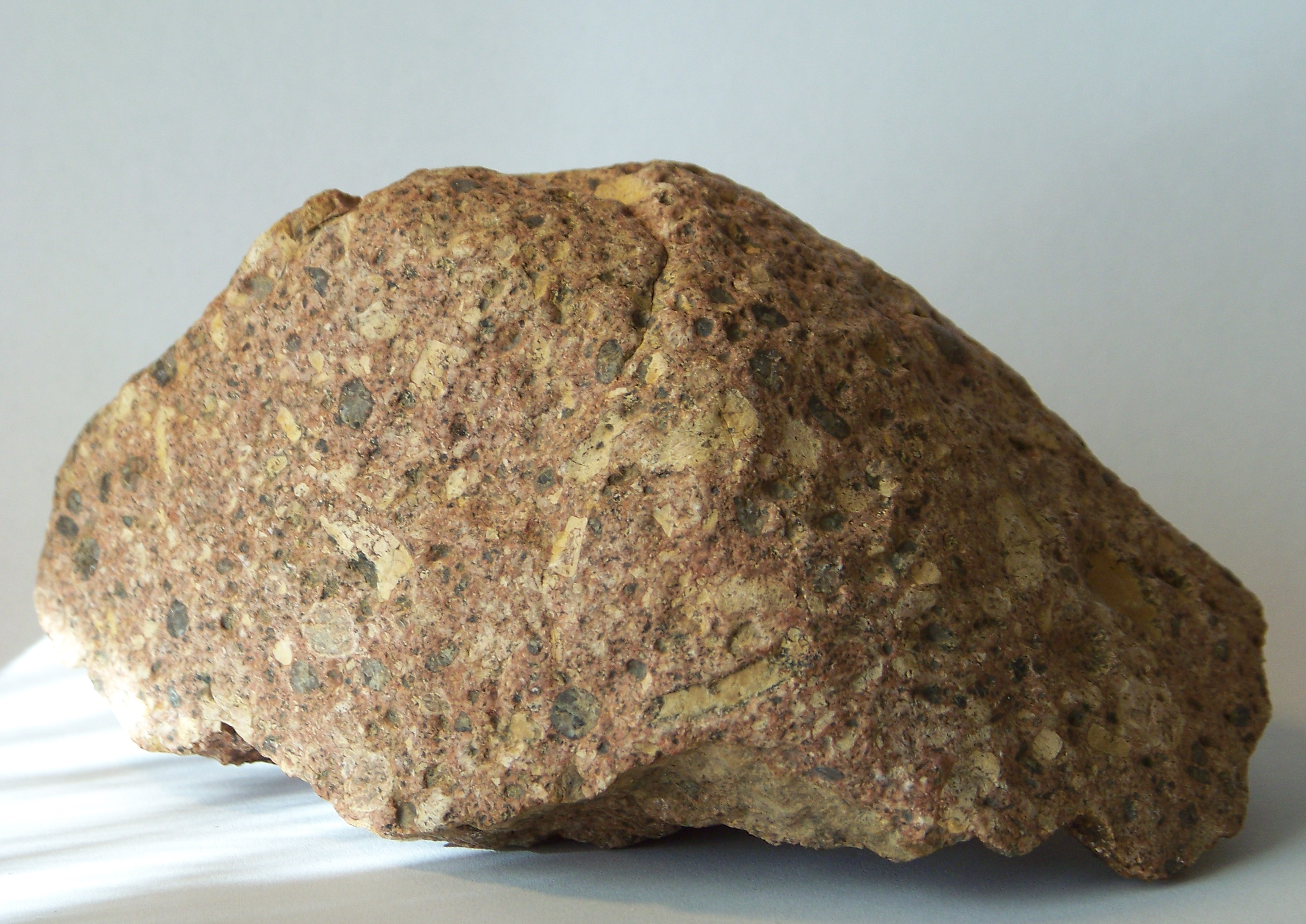
Granit porfirowy rapakivi w formie eratyka
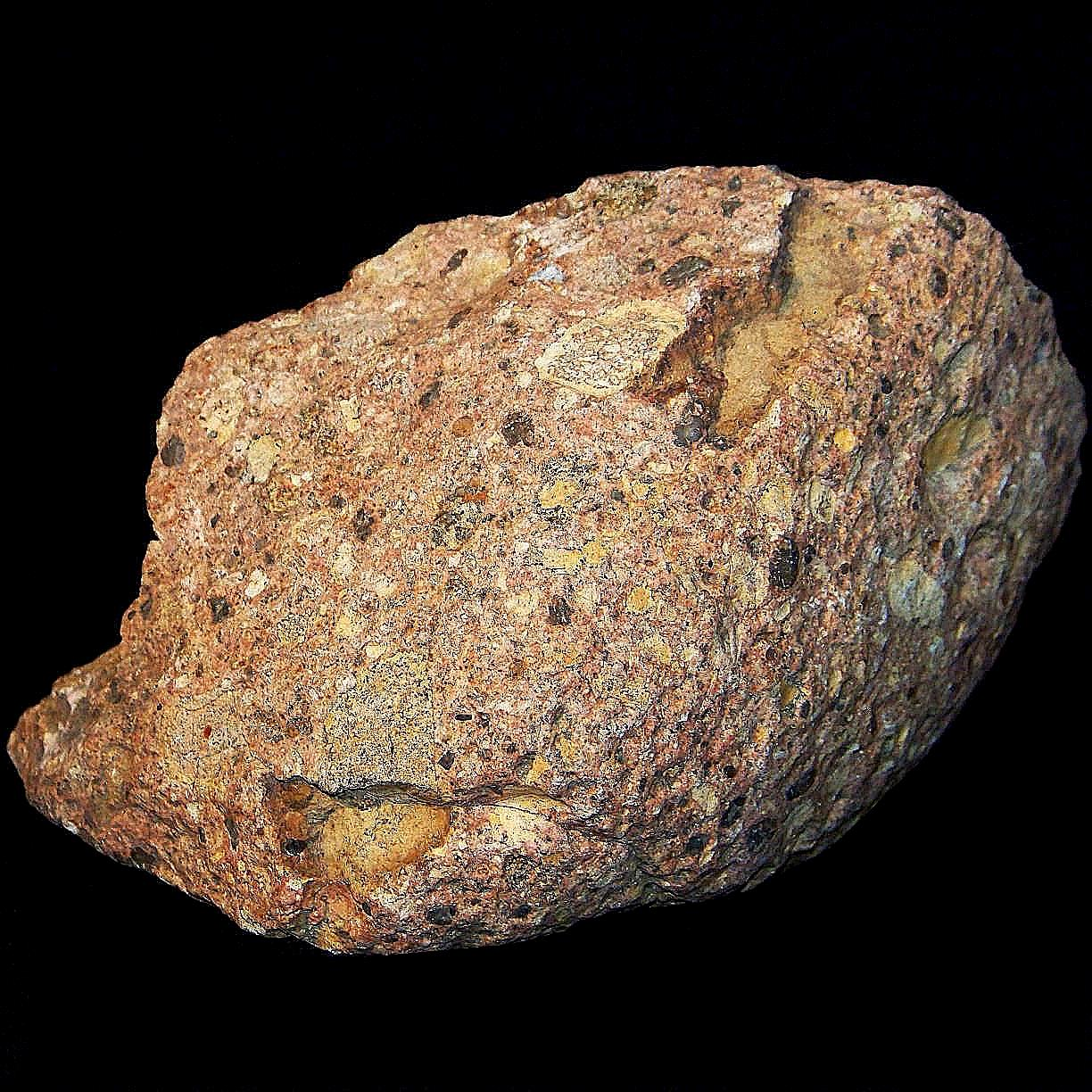
Zwietrzała powierzchnia obtoczonego eratyka, granit porfirowy rapakivi
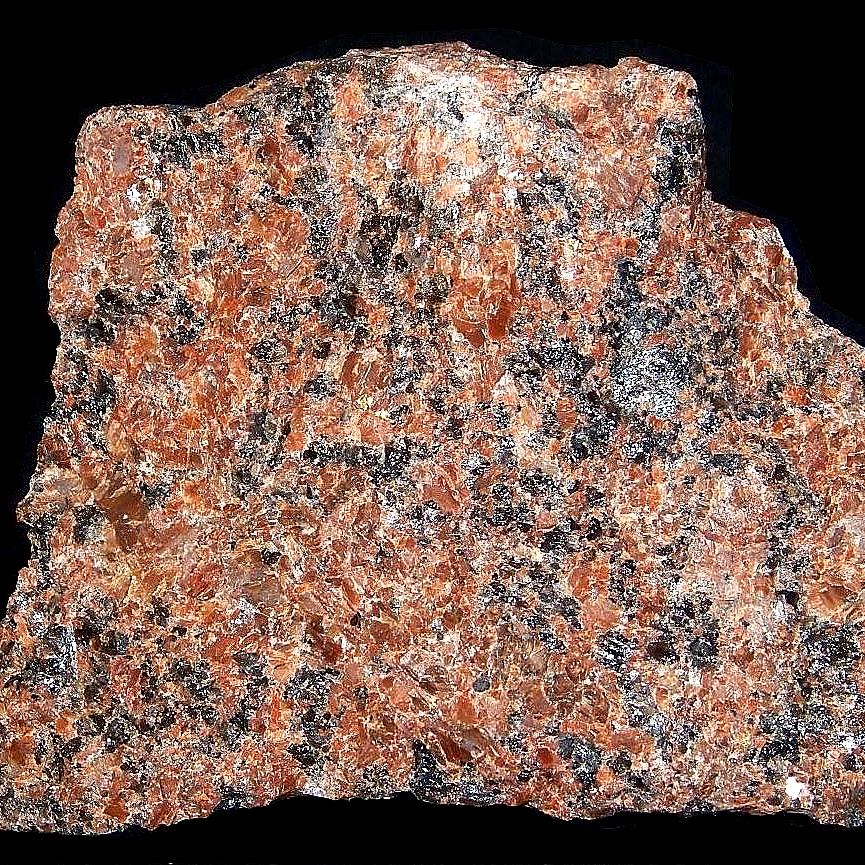
Granit vanga red, Skandynawia
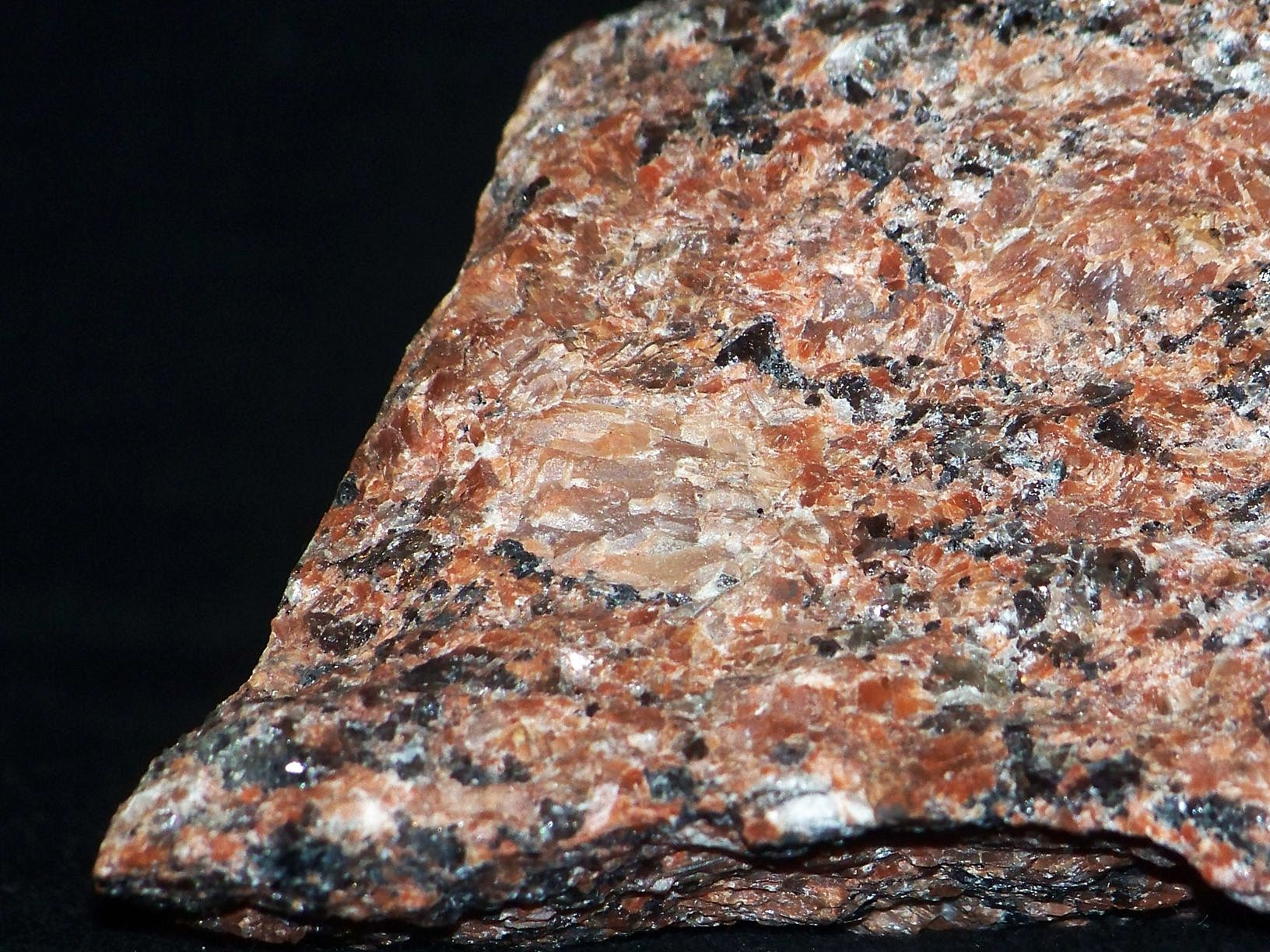
Prekambryjski granit vanga red, Skandynawia
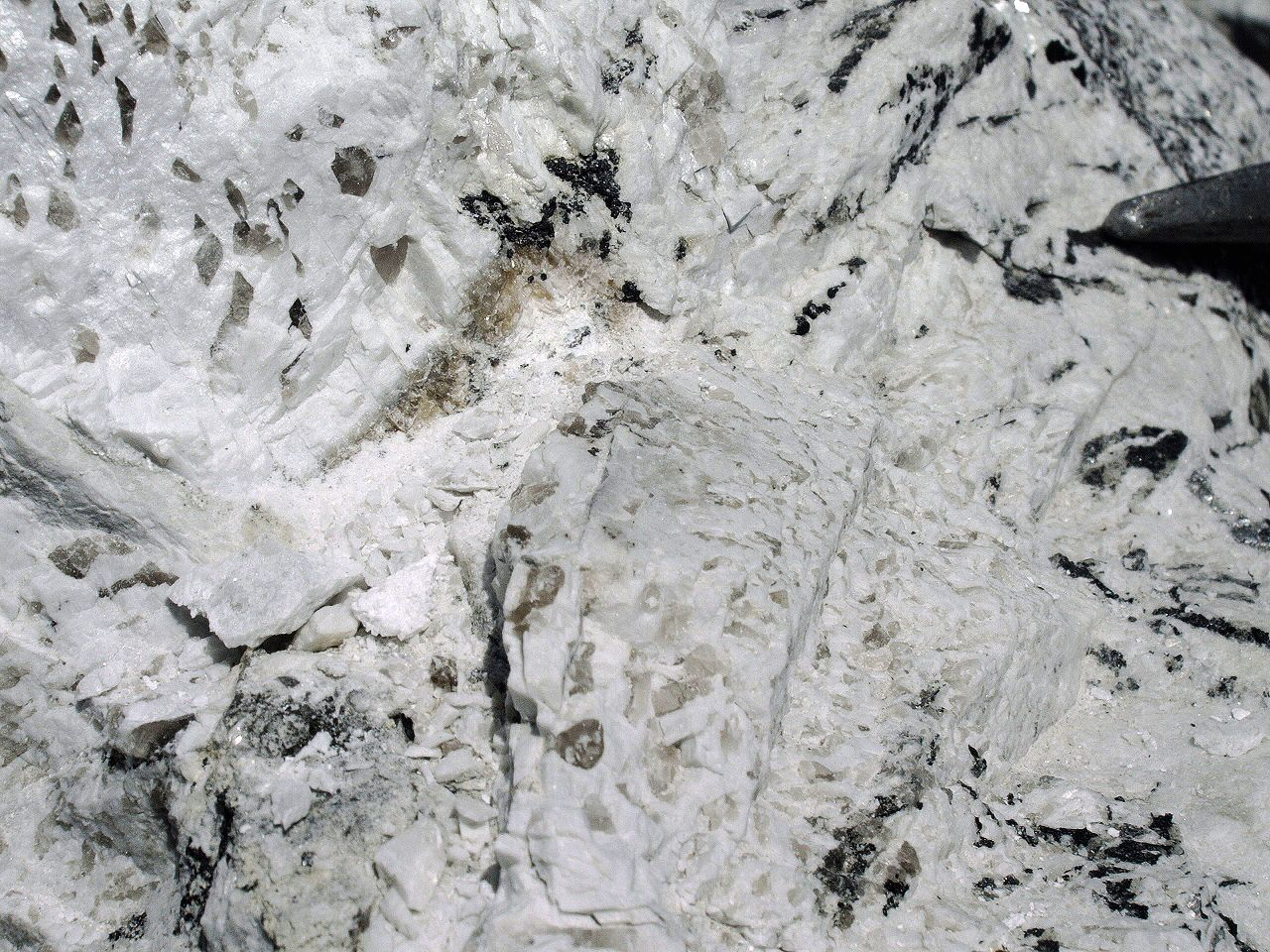
Przerosty pismowe w pegmatycie granitowym
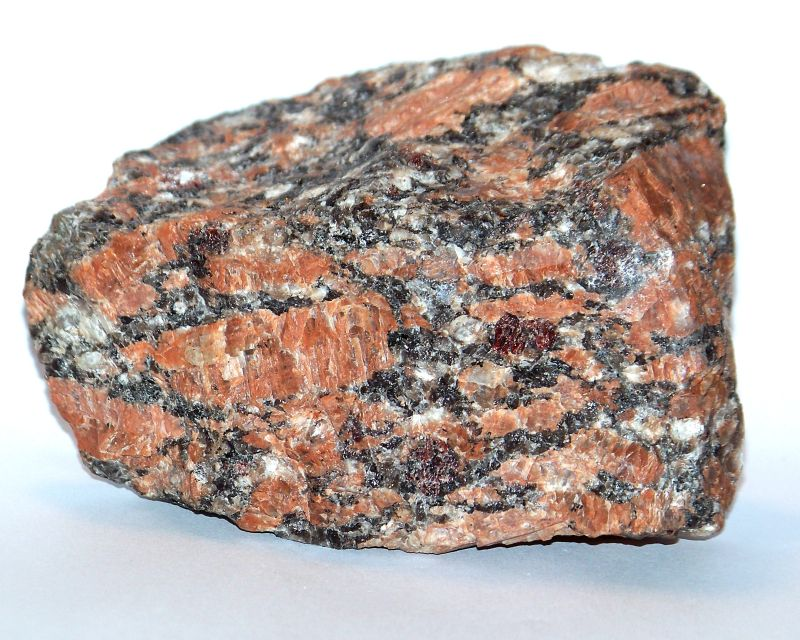
Granit o fluidalnej teksturze z płynięcia z piroalmandynem. Widoczne także zbliźniaczenia skalenia potasowego.
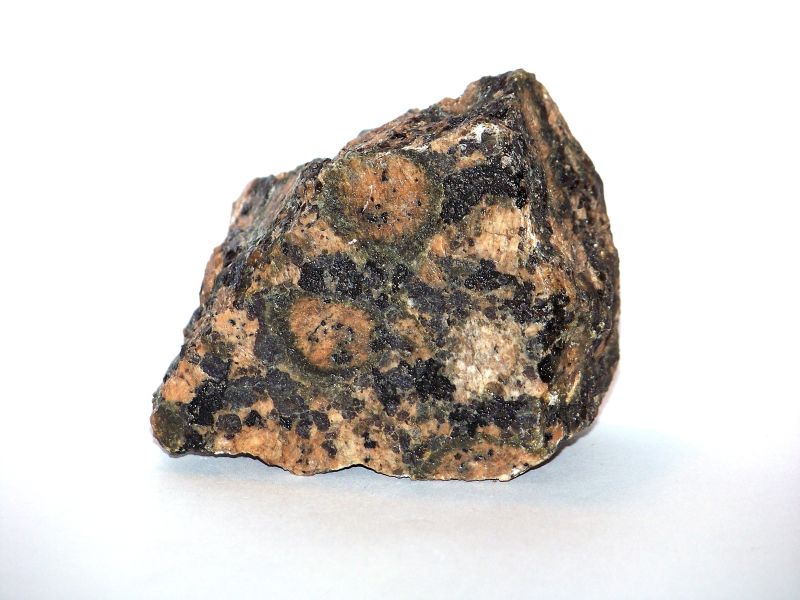
Granit orbikularny rapakivi